# سامرست (مریلند)
سامرست (به انگلیسی: Somerset) شهری در ایالت مریلند کشور ایالات متحده آمریکا است که جمعیت آن در سرشماری سال ۲۰۱۰ میلادی، ۱٬۲۱۶ نفر بوده‌است.